# 朱世增
朱世增（1956年—），汉族，中华人民共和国政治人物，吉林省吉林市侨联主席、吉林市华侨医院院长，中国农工民主党党员，第十一、十二、十三届全国政协委员。
2008年，当选第十一届全国政协委员，代表中华全国归国华侨联合会，分入第二十五组。2018年1月，当选第十三届全国政协委员。